# Blossom娛樂
Blossom娛樂（韓語：블러썸 엔터테인먼트）是韓國的經紀公司，於2012年成立。

## 歷史
2012年2月24日，Blossom娛樂由长期担任SidusHQ经纪人组长朱方玉与经纪人承炳旭和金正勇一起创立，首批藝人為車太鉉、朴寶劍、宋鍾鎬及韓尚進。2013年2月，宋仲基正式加入Blossom娛樂。。
2014年7月，成立子公司Blossom Creative为韩国首家以作家为主的经纪公司。2015年1月，成立子公司Blossom TF，主要业务为歌手与影视OST制作、演出制作事业。之后，陆续成立电影制作公司Blossom Pictures和电视剧制作公司Blossom Story。
2019年2月，Kakao M有意收購Blossom娛樂。同年8月，Kakao M表示與Blossom娛樂協商失敗並放棄收購行動。
2019年6月，化妆品原料制造商HuM&C（韓語：휴엠앤씨，原名：Blossom M&C）分别以100亿韩元和150亿韩元收购其子公司Blossom Story和Blossom Pictures。2023年3月，HuM&C出售其子公司Blossom Story和Blossom Pictures的100%股份。
2024年4月30日，Blossom Creative与Blossom娱乐和Blossom Story因并购而合并，正式更名为Blossom E&C（韓語：블러썸이엔씨），意为“Entertainment and Creative”的缩写，致力于电视剧、电影、专辑、IP等各种文化内容的策划、制作和发行，以及经纪业务。

## 旗下子公司
| 公司名称         | 韩语名称            | 成立日期  | 主要业务                                               |
| ---------------- | ------------------- | --------- | ------------------------------------------------------ |
| Blossom Creative | 블러썸 크리에이티브 | 2014年7月 | 韩国作家经纪管理，旗下有出版社Giant Books、Lucky Books |
| Blossom TF       | 블러썸티에프        | 2015年1月 | 歌手与影视OST制作、演出制作事业                        |
| Blossom Pictures | 블러썸 픽쳐스       | 2014年8月 | 电影制作                                               |
| Blossom Story    | 블러썸 스토리       | 2016年9月 | 电视剧制作                                             |
| Blossom Studio   | 블러썸 스튜디오     |           | 影视制作                                               |

## 旗下藝人

### 男演員
- 孫暢敏
- 宋鍾鎬（2012年—）
- 朴志常
- 南度允（남도윤）（2022年—）[14]
- 林秀亨（임수형）（2024年—）[15]

### 女演員
- 金秀安
- 韓秀娥
- 李愫苑（2024年—）[16]

## 已離開藝人
- 韓尚進
- 孫承源
- 李曙原
- 宋仲基
- 金康民
- 權素賢
- 김홍경
- 鄭義諸
- 庭沼珉
- 朴寶劍
- 高昌錫
- 蔡相宇
- 郭善英
- 梁世宗
- 金建宇
- 金玟澈
- 丁文晟
- 鄭乾柱（2019年—2024年）
- 林周煥
- 崔雪（2021年—）[17]
- 李有鎮（2020年—2024年）
- 李夏恩
- 許玹準（2022年—）
- 車太鉉（2012年—2025年）

## 电视剧制作

### Blossom Story时期
- 2019年：JTBC《花党：朝鲜婚姻介绍所》
- 2020年：JTBC《模范刑警》
- 2020年：MBC《KAIROS》
- 2020年：TV朝鲜 《復仇吧》
- 2022年：JTBC《模范刑警2》

### Blossom E&C时期
- 2025年：KBS2《我的女友比我帥》[11]

## 电影制作

### Blossom Pictures时期
- 2018年：《暗数杀人》
- 2021年：《奇迹：给总统的一封信》

## 外部連結
- 官方网站
- Blossom娛樂的Facebook專頁
- Blossom Entertainment的Instagram帳戶